# Plagithmysus permundus
Plagithmysus permundus är en skalbaggsart som beskrevs av Sharp 1900. Plagithmysus permundus ingår i släktet Plagithmysus och familjen långhorningar. Inga underarter finns listade i Catalogue of Life.